# Sebastian Berhalter
Sebastian Matthew Berhalter (ur. 10 maja 2001 w Londynie) – amerykański piłkarz występujący na pozycji środkowego lub defensywnego pomocnika, od 2022 roku zawodnik kanadyjskiego Vancouver Whitecaps.
Jego ojciec Gregg Berhalter również był piłkarzem. Urodził się w Anglii, gdy jego ojciec występował w Crystal Palace.